# Billy Coutu
Wilfrid Arthur Coutu, krajše Billy Coutu, kanadski profesionalni hokejist, * 1. marec 1892, North Bay, Ontario, Kanada, † 25. februar 1977, Sault Ste. Marie, Ontario, Kanada.
Coutu je v ligi NHL preigral 10 sezon, v katerih je bil član treh ekip: Montreal Canadiens, Hamilton Tigers in Boston Bruins. Od teh treh klubov je največji pečat pustil pri Canadiensih, s katerimi je leta 1924 osvojil Stanleyjev pokal. Pri Canadiensih je imel v sezoni 1925/26 celo vlogo kapetana. V zgodovino se je zapisal kot edini hokejist, ki ga je liga NHL kaznovala z doživljenjsko prepovedjo igranja. Slednjo si je prislužil z napadom na sodnika leta 1927.
Po koncu NHL kariere je igral za tri različne Can-Am klube in še za AHA klub Minneapolis Millers. V letih 1933 in 1934 je deloval kot trener Can-Am moštva Providence Reds.

## Zasebno življenje
Coutujev priimek je ponekod napačno črkovan kot »Couture.« Ta napaka se pogosto pojavlja v več zgodovinskih knjigah o ligi NHL, nekaj časa se je ta napaka pojavljala tudi na spletni strani Montreal Canadiensov. V zvezi z njim se pojavlja še ena napaka, hokejski zgodovinar Ken Campbell je namreč v svoji knjigi The Hockey News »Habs Heroes« človeka na neki fotografiji imenoval za Coutuja, v resnici pa je šlo za soigralca pri Canadiensih Louisa Berlinguetta. Celotna Coutujeva družina je svoj priimek izgovarjala kot »Koochee,« kar je verjetno tudi srž črkovalne napake, saj se enako izgovori tudi priimek Couture, ki je precej bolj razširjen.
Coutuja so sorodstvene vezi povezale še z dvema nekdanjima odličnima hokejistoma lige NHL. Ta vez je potekala preko gospe Aird Stuart, sestre Coutujeve žene Gertrude Aird, ki je bila mati Mary Morenz in stara mati Marlene Geoffrion, hčerke Howieja Morenza in vdove Bernieja Geoffriona. Morenz je bil sicer tudi soigralec Coutuja pri Canadiensih.

## Kariera
Coutu je med profesionalci prvič zaigral v NHA sezoni 1916/17, ki je bila tudi zadnja NHA sezona. Pred prihodom v vrste Canadiensov je sicer nastopal za NMHL moštvo Michigan Soo Indians. Po razpadu lige NHA in ustanovitvi lige NHL je Coutu ostal v Montrealu in se z ekipo v sezoni 1918/19 uspel prebiti v finale Stanleyjevega pokala. Nasprotnik Canadiensov v finalu je bilo ameriško moštvo Seattle Metropolitans. Finale je naposled prekinila pandemija španske gripe in prvič v zgodovini se je pripetilo, da finalne serije niso izpeljali do konca.
Potem ko je sezono 1920/21 prebil v klubu Hamilton Tigers, so Coutuja pred začetkom 1921/22 preko menjalne kupčije poslali nazaj v Montreal. Menjava, v kateri je v smeri Montreal potoval še Sprague Cleghorn, v nasprotni smeri pa so potovali Harry Mummery, Amos Arbour in Cully Wilson, se je vpisala v zgodovino kot prva menjava igralska menjava, v katero so bili udeleženi vsaj trije igralci.
Coutu je tako za Canadiense igral nadaljnjih pet sezon in leta 1924 osvojil Stanleyjev pokal, tako da so njegovo ime vrezali v obroč pokala. Po sezoni 1925/26, v kateri je Coutu opravljal vlogo kapetana Canadiensov, je sledila selitev v moštvo Boston Bruins. Tudi ta prestop je bil posledica igralske menjave, Boston je v zameno za Coutuja Montrealu odstopil Ambyja Morana.
Coutu je že na svojem prvem treningu v Bostonu s telesom naletel na Eddieja Shora. Coutujeva glava je pri tem naletu zadel Shorovo lobanjo in razklala njegovo uho. Shore je nato obiskal več zdravnikov, ki so mu vsi hoteli uho amputirati. Naposled je vendarle našel enega, ki mu je uho prišil nazaj. Shore je pri operaciji zavrnil anestetik in celo v ogledalu opazoval, kako bo zdravnik opravil svoje delo. Shore je Coutuja celo obtožil, da mu je s hokejsko palico odrezal uho. Coutuja so zavoljo tega oglobili za 50 dolarjev. Shore je kasneje priznal, da si je incident s hokejsko palico izmislil, tako da so Coutuju denar povrnili.
Ob koncu 4. tekme finala Stanleyjevega pokala 1927 se je Coutu zapletel v nov incident, ko je na prigovarjanje trenerja Arta Rossa izzval pretep. Pretep je kmalu prestopil vse meje, ko je Coutu napadel sodnika Jerryja Laflamma in izvršil nalet še na sodnika Billyja Bella. NHL-ov ligaški odbor je Coutuja kaznoval z doživljenjsko prepovedjo igranja v ligi, take kazni do danes niso več uporabili. 8. septembra 1929 so kazen vendarle znižali, tako da je smel igrati vsaj v nižjih ligah. Čeprav so ga v sezoni 1932/33 na prigovarjanje Léa Danduranda pomilostili in mu kazen preklicali, pa v ligi NHL ni nikoli več nastopil.
V sezoni 1927/28 se je namreč preselil v ligo Can-Am, v kateri je branil barve moštva New Haven Eagles. V naslednji sezoni je nato igral za še en Can-Am klub Newark Bulldogs. Po dveh sezonah v AHA klubu Minneapolis Millers se je vrnil v ligo Can-Am, v kateri je pa za moštvo Providence Reds v dveh sezonah zbral en sam nastop. V letih 1933 in 1934 se je posvetil trenerskemu delu, vodil je prav ekipo Providence Reds.

### Pregled kariere
Odebeljeno - reprezentančni nastopi, glej tudi Statistika pri hokeju na ledu.
| Moštvo               | Liga             | Sezona |    | Redni del | Redni del | Redni del | Redni del | Redni del | Redni del |   | Končnica | Končnica | Končnica | Končnica | Končnica | Končnica |
| -------------------- | ---------------- | ------ | -- | --------- | --------- | --------- | --------- | --------- | --------- | - | -------- | -------- | -------- | -------- | -------- | -------- |
| Moštvo               | Liga             | Sezona | OT | G         | P         | T         | +/-       | KM        | OT        | G | P        | T        | +/-      | KM       |          |          |
| Michigan Soo Indians | NMHL             | 15/16  |    |           |           |           |           |           |           |   |          |          |          |          |          |          |
| Montreal Canadiens   | NHA              | 16/17  |    | 18        | 0         | 0         | 0         |           | 9         |   | 2        | 0        | 0        | 0        |          | 8        |
| Montreal Canadiens   | Stanleyjev pokal | 16/17  |    |           |           |           |           |           |           |   | 4        | 0        | 0        | 0        |          | 38       |
| Montreal Canadiens   | NHL              | 17/18  |    | 20        | 2         | 2         | 4         |           | 49        |   | 2        | 0        | 0        | 0        |          | 3        |
| Montreal Canadiens   | NHL              | 18/19  |    | 15        | 1         | 2         | 3         |           | 18        |   | 5        | 0        | 1        | 1        |          | 8        |
| Montreal Canadiens   | Stanleyjev pokal | 18/19  |    |           |           |           |           |           |           |   | 5        | 0        | 1        | 1        |          | 0        |
| Montreal Canadiens   | NHL              | 19/20  |    | 20        | 4         | 0         | 4         |           | 67        |   |          |          |          |          |          |          |
| Hamilton Tigers      | NHL              | 20/21  |    | 24        | 8         | 4         | 12        |           | 95        |   |          |          |          |          |          |          |
| Montreal Canadiens   | NHL              | 21/22  |    | 24        | 4         | 3         | 7         |           | 8         |   |          |          |          |          |          |          |
| Montreal Canadiens   | NHL              | 22/23  |    | 24        | 5         | 2         | 7         |           | 37        |   | 1        | 0        | 0        | 0        |          | 22       |
| Montreal Canadiens   | NHL              | 23/24  |    | 16        | 3         | 1         | 4         |           | 18        |   | 2        | 0        | 0        | 0        |          | 0        |
| Montreal Canadiens   | Stanleyjev pokal | 23/24  |    |           |           |           |           |           |           |   | 4        | 0        | 0        | 0        |          | 0        |
| Montreal Canadiens   | NHL              | 24/25  |    | 28        | 3         | 2         | 5         |           | 56        |   | 2        | 0        | 0        | 0        |          | 2        |
| Montreal Canadiens   | Stanleyjev pokal | 24/25  |    |           |           |           |           |           |           |   | 4        | 1        | 0        | 1        |          | 12       |
| Montreal Canadiens   | NHL              | 25/26  |    | 33        | 2         | 4         | 6         |           | 95        |   |          |          |          |          |          |          |
| Boston Bruins        | NHL              | 26/27  |    | 40        | 1         | 1         | 2         |           | 35        |   | 7        | 1        | 0        | 1        |          | 4        |
| New Haven Eagles     | Can-Am           | 27/28  |    | 37        | 11        | 1         | 12        |           | 108       |   |          |          |          |          |          |          |
| Newark Bulldogs      | Can-Am           | 28/29  |    | 40        | 0         | 1         | 1         |           | 42        |   |          |          |          |          |          |          |
| Minneapolis Millers  | AHA              | 29/30  |    | 47        | 8         | 2         | 10        |           | 105       |   |          |          |          |          |          |          |
| Minneapolis Millers  | AHA              | 30/31  |    | 33        | 0         | 1         | 1         |           | 46        |   |          |          |          |          |          |          |
| Providence Reds      | Can-Am           | 31/32  |    |           |           |           |           |           |           |   |          |          |          |          |          |          |
| Providence Reds      | Can-Am           | 32/33  |    | 1         | 0         | 0         | 0         |           | 0         |   |          |          |          |          |          |          |
| Skupaj               |                  |        |    | 402       | 52        | 26        | 78        |           | 779       |   | 38       | 2        | 2        | 4        |          | 97       |